# Kurt Hübenthal
Kurt Hübenthal (* 30. November 1918 in Halle (Saale); † 13. März 2007 in Zwickau) war ein deutscher Sänger (Bassbariton), Regisseur und Musikpädagoge. Er war Professor für Gesang an der Hochschule für Musik Franz Liszt Weimar.

## Leben
Hübenthal wurde 1918 als einer von zwei Söhnen in Halle an der Saale geboren. Er und sein Bruder waren Mitglied (Sopran) im Stadtsingechor zu Halle und besuchten mit finanzieller Unterstützung des Chors die elitäre Latina. Nach der Trennung der Eltern zogen die Brüder in das Waisenhaus der Franckeschen Stiftungen. Ohne Abschluss gingen sie von der Schule ab. Kurt Hübenthal absolvierte eine Schlosserlehre im Reichsbahnausbesserungswerk Halle.
Im Zweiten Weltkrieg wurden die Brüder zur Wehrmacht eingezogen (sein Bruder fiel). Während seines Einsatzes im Afrikafeldzug zum Jahreswechsel 1941/42 platzten ihm beide Trommelfelle. 1942 geriet er in britische Kriegsgefangenschaft und wurde auf der Queen Mary in ein Gefangenenlager in die Kanadischen Rocky Mountains verbracht. In Gefangenschaft gründete sich ein Lagerchor und -orchester. Er beteiligte sich auch an einer Opernaufführung von Lortzings Zar und Zimmermann. Außerdem traf er auf den Kammersänger Karl Marstatt sowie den Kapellmeister Hans Oncken, die ihn in Stimmbildung und Sologesang sowie Chorleitung und Theorie schulten. Nach Kriegsende verlegte man ihn nach England, wo er Lagerkonzerte gab und britische Offiziere unterrichtete.
Im Frühjahr 1947 konnte er in seine Heimatstadt zurückkehren, wo er bei Kurt Wichmann studierte. Außerdem wurde er bei Fritz Polster in Leipzig ausgebildet. Es folgten erste Auftritte als Konzert- und Oratoriensänger. Anfang 1948 erhielt er einen Lehrauftrag an der Staatlichen Hochschule für Theater und Musik Halle. Im Jahr 1950 wurde er Lektor für Stimmbildung und Fachgruppenleiter am Institut für Musikerziehung (später Institut für Musikwissenschaft) der Martin-Luther-Universität Halle-Wittenberg. Hübenthal lehrte auch zeitweise an der Evangelischen Kirchenmusikschule Halle, am Institut für Musikerziehung der Friedrich-Schiller-Universität Jena und der Hochschule für Musik Franz Liszt Weimar. Während seiner Dozentur an der Kirchenmusikschule widmete er sich intensiv der Musik Johann Sebastian Bachs, so seine Rolle als Christus in der Matthäus-Passion. Aber auch Händel-Oratorien wie Alexanderfest, Judas Maccabaeus, Messiah, Salomon und Samson sowie moderne Chorwerke gehörten zu seinem Repertoire. Unter Helmut Koch gastierte er 1959 mit Händels Belshazzar in England. Vielfältig trat er auch als Liedinterpret hervor. Anlässlich der Schubert-Ehrung 1954 interpretierte er dessen Winterreise. Auch pflegte er die Lieder Robert Schumanns und die Balladen Carl Loewes sowie moderne Stücke von Hanns Eisler und Paul Dessau. 1956 war er als Solist an der Uraufführung von Fritz Reuters Kantate Deutsche Libertät beteiligt. Eine Gedenkfeier für Johannes R. Becher führte ihn 1958 nach Moskau.
Nach einem Gastspiel 1955 als Farasmane in der Händel-Oper Radamisto wurde er zum 1. August 1956 als italienischer und Charakterbariton am Landestheater Halle engagiert und gehörte bis 1966 zu dessen wichtigsten Ensembleköpfen. In mehreren Händel-Opern verkörperte er die Titelrolle (Amadigi, Giulio Cesare, Orlando, Ottone, Siroe und Tamerlano). Darüber hinaus sang er u. a. Le nozze di Figaro (Graf), Otello (Jago), Die Meistersinger von Nürnberg (Hans Sachs), Don Carlos (Posa), Zar und Zimmermann (Zar), La forza del destino (Carlos), Enoch Arden (Titelrolle) und The Rake’s Progress (Nick Shadow).
Die Erfolge seiner Schuloperninszenierung Die Horatier und die Kuriatier von Bertolt Brecht und Kurt Schwaen am Institut für Musikwissenschaft ließen ihn mehr und mehr Regieverpflichtungen übernehmen. Während der Händel-Festspiele 1960 war er noch Assistent von Heinz Rückert bei der Deutschen Erstaufführung von Imeneo. Später verantwortete er als eigenständiger Regisseur u. a. die Inszenierungen von Händels Amadigi, Mozarts Entführung aus dem Serail, Tschaikowskis Eugen Onegin und Strauss’ Die schweigsame Frau. Insgesamt inszenierte er 37 Opern.
Im Jahr 1970 wurde Hübenthal zum Gesangsprofessor an der Weimarer Musikhochschule ernannt, wo er bis zum Prorektor aufstieg. 1977 war er Juryvorsitzender für das Fach Gesang beim Internationalen Robert-Schumann-Wettbewerb für Klavier und Gesang.
Hübenthal lebte zuletzt bei seiner Tochter im sächsischen Zwickau, wo er 2007 verstarb.

## Auszeichnungen
- 1959: Verleihung des Ehrentitels Kammersänger[11]
- 1959: Nationalpreis der DDR[3], II. Klasse für Kunst und Literatur (im Kollektiv der Händel-Festspiele)
- 1963: Händelpreis des Bezirkes Halle[12]